# USS Yorktown (CV-10)
Pour les articles homonymes, voir USS Yorktown.
L’USS Yorktown (CV-10) est un porte-avions de la classe Essex appartenant à l'US Navy. Il est nommé en référence à la bataille de Yorktown.

## Genèse et déploiements
Initialement baptisé Bonhomme Richard, il change de nom en cours de construction et devient le second porte-avions de l’US Navy appelé Yorktown, le premier étant le CV-5 perdu le 7 juin 1942 lors de la bataille de Midway. Le CV-10 est construit dans le chantier naval Newport News Shipbuilding (Côte Est des États-Unis), sa première tôle posée au courant de décembre 1941. Le navire est mis à l’eau en janvier 1943 et il entre en service le 15 avril de la même année pour entamer sa période de mise en condition.
Ce second Essex est engagé dans les opérations des îles Gilbert et dans celles de Kwajalein. Il est présent lors du raid sur Truk, ainsi qu’à Hollandia, aux Mariannes, puis Iwo-Jima où le 18 mars 1945 il est touché par une bombe qui ne l’empêchera pas de demeurer opérationnel.
Opérant au large d’Okinawa par la suite, il participe à la destruction du cuirassé géant Yamato.
Mis en réserve en janvier 1947, il est modernisé, devenant CVA-10 en 1953, puis CVS-10 en 1957. 
De 1965 à 1968, il est envoyé en Asie pour participer à la guerre du Viêt Nam.
Le 27 décembre 1968, il est chargé de récupérer la capsule d’Apollo 8 et son équipage, qui vient d'effectuer le tout premier vol autour de la Lune.
Il est utilisé lors du tournage du film Tora! Tora! Tora! juste avant d'être définitivement réformé, à Philadelphie le 27 juin 1970.

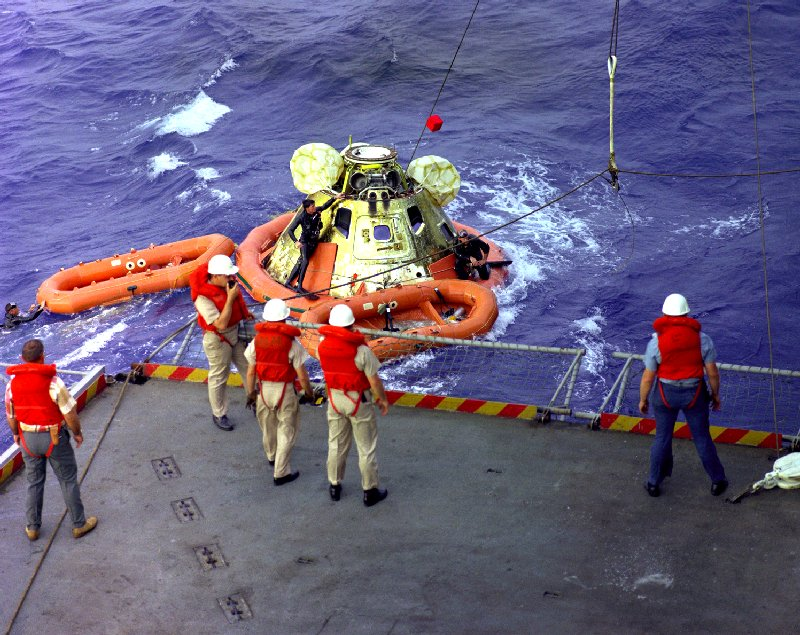
Récupération de la capsule d’Apollo 8 en 1968.
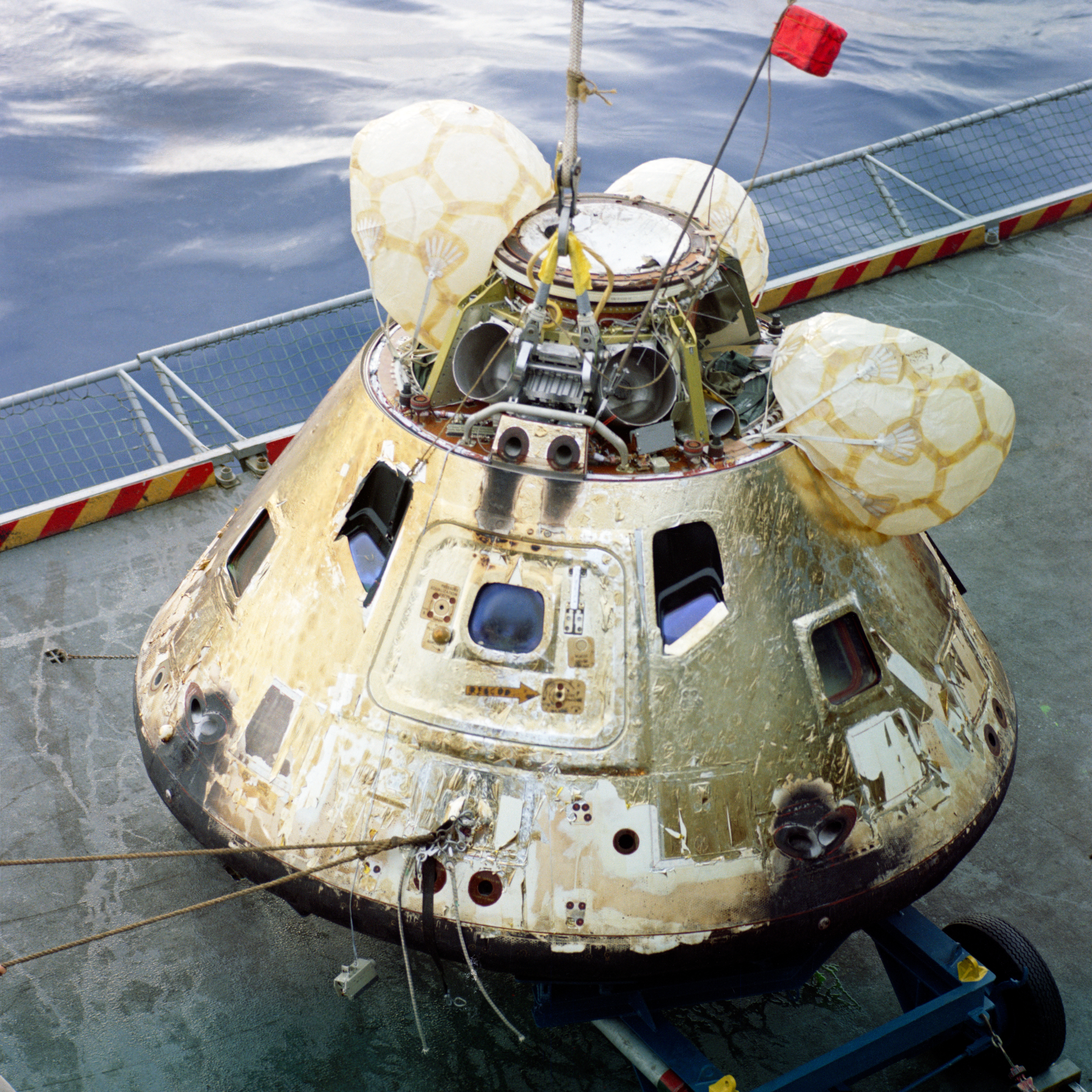
Le module de commande d’Apollo 8, sur le pont du Yorktown.
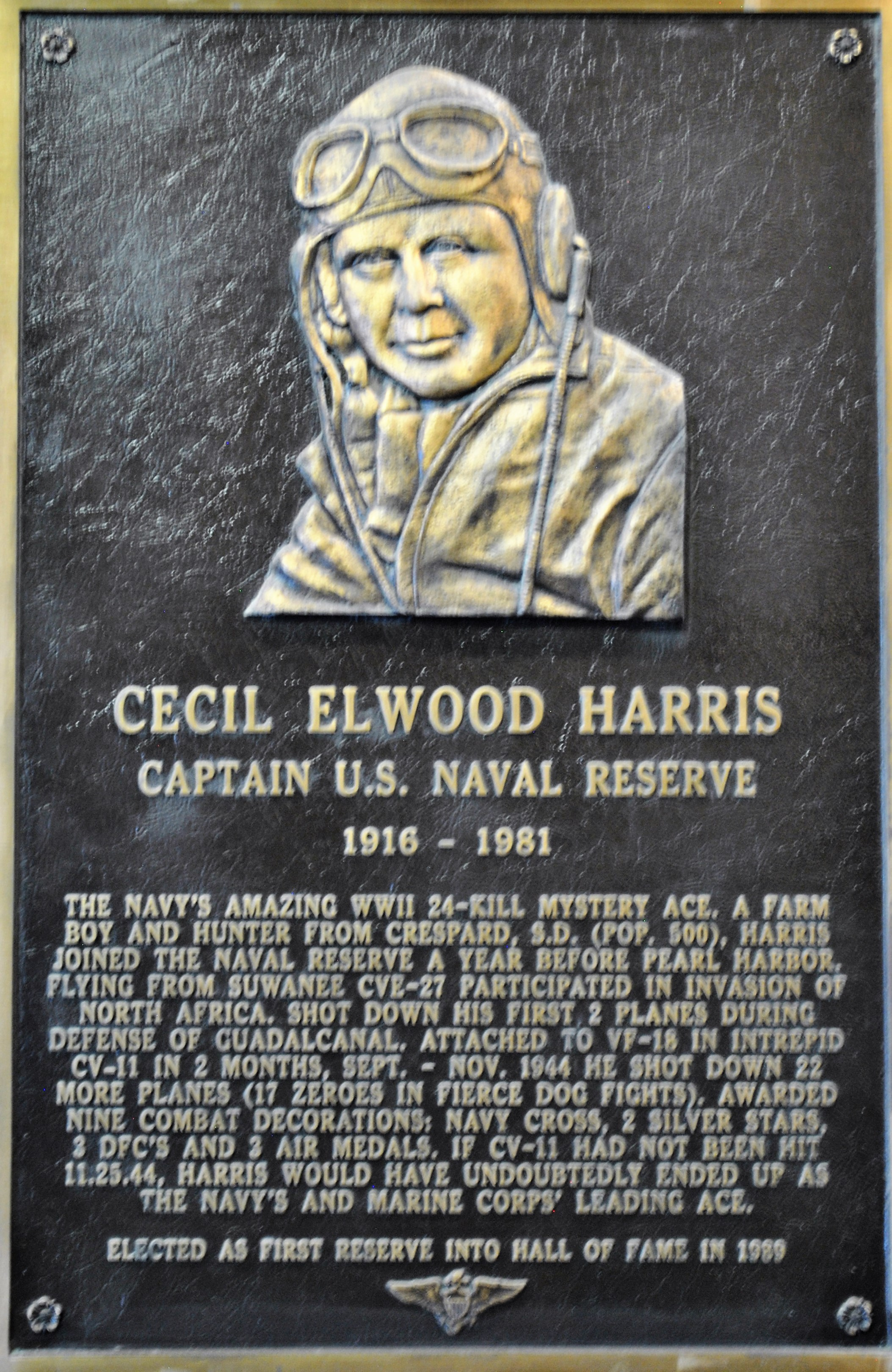
Plaque commémorative en l'honneur de l'as de l'aviation Cecil E. Harris